# Tuszyny (województwo kujawsko-pomorskie)
Tuszyny (niem. Tuschin) – wieś w Polsce, położona w województwie kujawsko-pomorskim, w powiecie świeckim, w gminie Świekatowo.
W latach 1975–1998 miejscowość administracyjnie należała do województwa bydgoskiego. Według Narodowego Spisu Powszechnego (III 2011 r.) liczyła 506 mieszkańców. Jest drugą co do wielkości miejscowością gminy Świekatowo.